# 約束 (2006年の映画)
『約束』（原題：국경의 남쪽、英題：Over the Border）は、2006年の韓国映画。当初『愛を残して』のタイトルでの公開がアナウンスされていた。原題の意味は「国境の南側」。

## キャスト
- チャ・スンウォン（차승원）
- チョ・イジン（조이진）
- シム・ヘジン（심혜진）